# 폴리글루타밀화
폴리글루타밀화(Polyglutamylation)는 글루탐산 잔기의 가역적인 번역 후 번역의 한 형태이다. 폴리글루타밀화의 예는 알파, 베타 튜불린, 뉴클레오솜 조립 단백질 NAP1 및 NAP2에서 볼 수있다. 글루탐산의 γ-카복실기는 α-카복실기가 폴리글루탐산 사슬로 확장될 수 있는 유리 글루탐산의 아미노기와 펩타이드 유사 결합을 형성할 수 있다. 글루타밀화는 글루타밀레이스(Glutmylase)에 의해 수행되고, 디글루타밀레이스(Deglutamylase)에 의해 제거될 수 있다.
6개까지의 사슬 길이의 폴리글루타밀화는 대부분의 주요 형태의 튜불린의 C 말단 근처의 특정 글루탐산 잔기에서 발생한다. 이러한 잔기는 직접 결합에 관여하지 않지만 미세소관 관련 단백질(MAP 및 Tau) 및 모터의 결합을 조절하는 구조적 변화를 유발한다.